# Каменовка (деревня)
Каменовка — деревня в Красноуфимском округе Свердловской области. Входит в состав Крыловского сельского совета.

## География
Населённый пункт расположен на правом берегу реки Уфа в 14 километрах на востоко-северо-восток от административного центра округа — города Красноуфимск.

### Часовой пояс
Каменовка как и вся Свердловская область, находится в часовой зоне МСК+2. Смещение применяемого времени относительно UTC составляет +5:00.

## Население
| 2002 | 2010 |
| ---- | ---- |
| 0    | →0   |

## Улицы
В деревне расположена всего одна улица: Ленина.